# Alianța franco-rusă

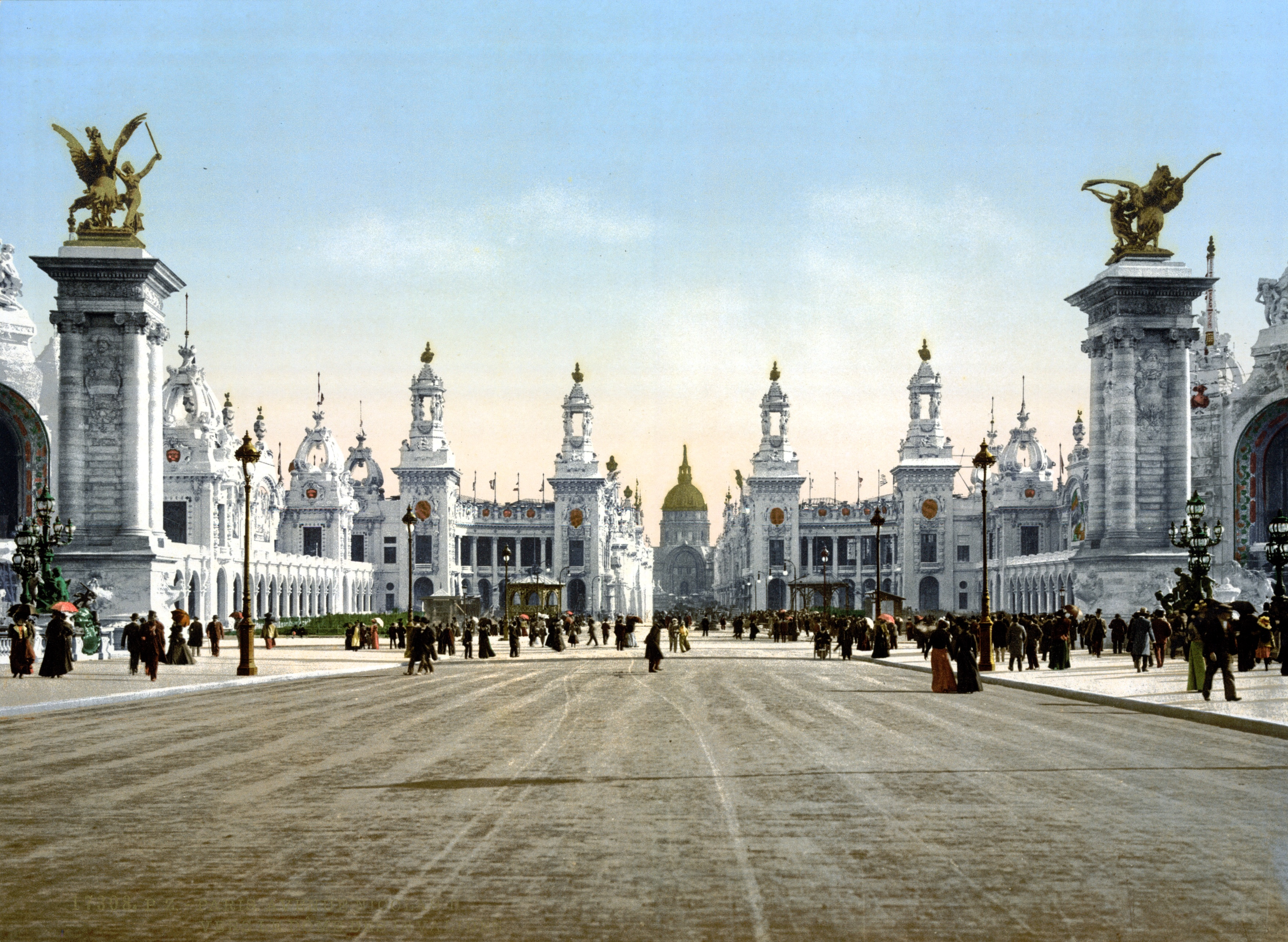
Podul Alexandru al III-lea din Paris și Podul Sfintei Treimi din St Petersburg sunt simbolul alianței fronco-ruse

Alianța franco-rusă sau Apropierea ruso-franceză a fost o alianță formată conform înțelegerilor bilaterale din 1891–1893 și care a durat până în 1917. Consolidarea Imperiului German, crearea  Triplei Alianțe din 1882 și exacerbarea contradicțiilor franco-germane și ruso-germane din deceniul al nouălea al secolului al XIX-lea au dus la o politică externă comună și interesele militare strategice reciproce între Franța și Rusia. Dezvoltarea legăturilor financiare dintre cele două țări a creat premisele economice pentru Alianța Russo-Franceză. 

## Istoric
Istoria alianței datează de la începutul deceniului al optulea al secolului al XIX-lea, având ca evenimente declanșatoare Războiul franco-prusac și Tratatul din Frankfurt din 1871. Guvernul rus a sprijinit Franța în timpul perioadei încordate din 1875, când protestele St. Petersburgului și Londrei au forțat Germania să înceteze amenințările cu războiul la adresa Parisului. În 1876, cancelarul german Otto von Bismarck a încercat fără succes să obțină de la Rusia o garanție pentru păstrarea teritoriului  imperial Alsacia-Lorena ca parte a Germaniei în schimbul sprijinului german pentru politica rusă în Extremul Orient. În 1877, când francezii și germanii se aflau din nou în pragul războiului, Rusia a continuat să mențină relațiile prietenești cu Franța. Totuși, după Congresul de la Berlin din 1878, în încercarea de reapropiere de Anglia și Germania, a adoptat o poziție ostilă față de Rusia. Îndepărtarea poziției Franței față de cea a Rusiei și politica ei de cuceriri coloniale a durat până în 1885, când contradicțiile franco-germane s-au accentuat după înfrângerea franceză din  Annam. La începutul anului 1887, între Franța și Germania au apărut noi tensiuni. Franța a făcut apel la guvernul rus pentru obținerea de ajutor. La încheierea Tratatui de reasigurare cu Germania din 1887, Rusia a insistat să obțină pentru Franța aceleași condiții pe care Germania le stipulase pentru aliatul său, Austria.
La sfârșitul penultimului deceniu al secolului, declajele economice dintre Rusia și Germania au crescut. În acei ani și la începutul deceniului următor, Rusia a primit un număr de împrumuturi mari din partea francezilor. Deteriorarea relațiilor ruso-germane, revigorarea Triplei Alianțe în 1891 și zvonurile potrivit cărora Marea Britanie se va alătura acesteu alianțe au stat la baza încheierii unui acord politic între Rusia și Franța. În timpul unei vizite a unei escadrie franceze la Kronstadt în iulie 1891, a fost încheiat un acord sub forma unui schimb de scrisori între miniștrii afacerilor externe. Franța era interesată mult mai mult decât Rusia într-o alianță militară și s-a străduit să suplimenteze acordul din 1891 cu prevederi militare. În urma negocierilor, reprezentanții Staleor majore generale rus și francez au semnat o convenție militară la 5 august (17 august stil vechi) 1892, care prevedea ajutor militar reciproc în caz de atac german.
Printr-un schimb de scrisori între 19 (sn)/27 decembrien (sv) 1893 și 23 decembrie 1893/4 ianuarie 1894, ambele două guverne au anunțat ratificarea convenției militare. Astfel a fost oficializată alianța politico-militară ruso-franceză. A fost un răspuns la formarea unui bloc militar (Tripla Alianță) condus de Germania. În Europa, s-au format două blocuri imperialiste ostile opuse.
Bazându-se pe sprijinul rus, Franța și-a intensificat politica colonială. După  incidentului Fashoda  cu Marea Britanie din 1898, s-a străduit și mai mult să consolideze alianța cu Rusia. Alianța cu Franța a înlesnit, de asemenea, expansiunea țarisă în Manciuria în la sfârșitul secolului. În perioada premergătoare semnării alianței și în primii ani ai existenței acesteia, rolul determinant a fost jucat de Rusia, dar în timp situația s-a modificat. Rusia țaristă a continuat să primească împrumuturi importante din parte Franței și a ajuns treptat dependență financiar de Paris. În perioada de pănă la declanșarea primei conflagrații mondiale, cooperarea dintre statele majore ale celor două state s-a adâncit. În 1912 a fost semanta o convenție navală ruso-franceză. Rusia și Franța au intrat în război unite de un tratat de alianță. Acest fapt a avut un efect semnificativ asupra cursului și rezultatului războiului, de vreme ce a forțat Germania chiar din primele zile ale conflagrației să lupte pe două fronturi. Alianța a asigurat înfrângerea Germanii în bătălia de la Marna, eșecul Planului Schlieffen și înfrângera finală a Imperiului German. Alianța ruso-franceză a fost abrogată de guvernul sovietic în 1917.

## Galerie de fotografii

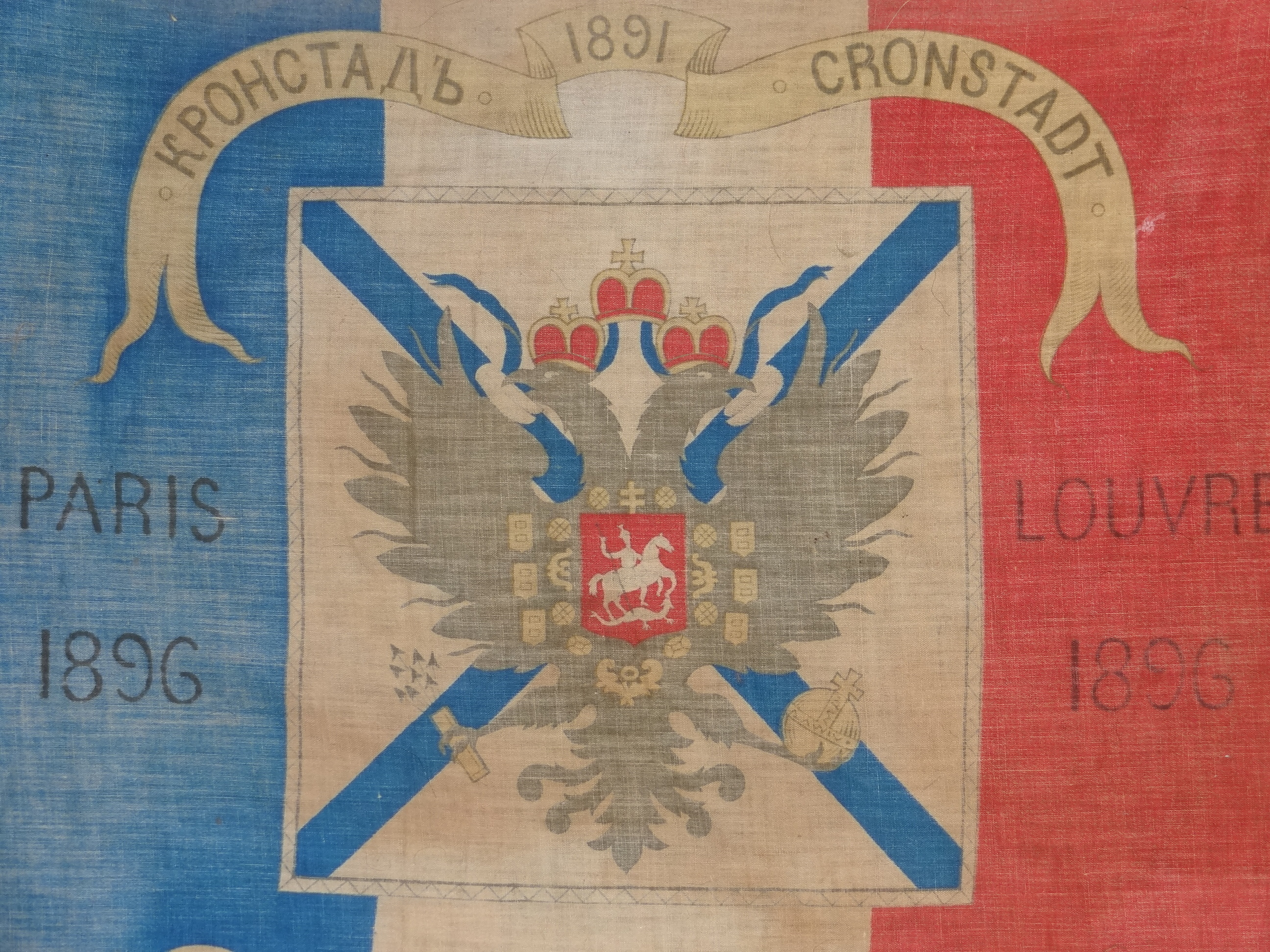
Steagul comemorativ.
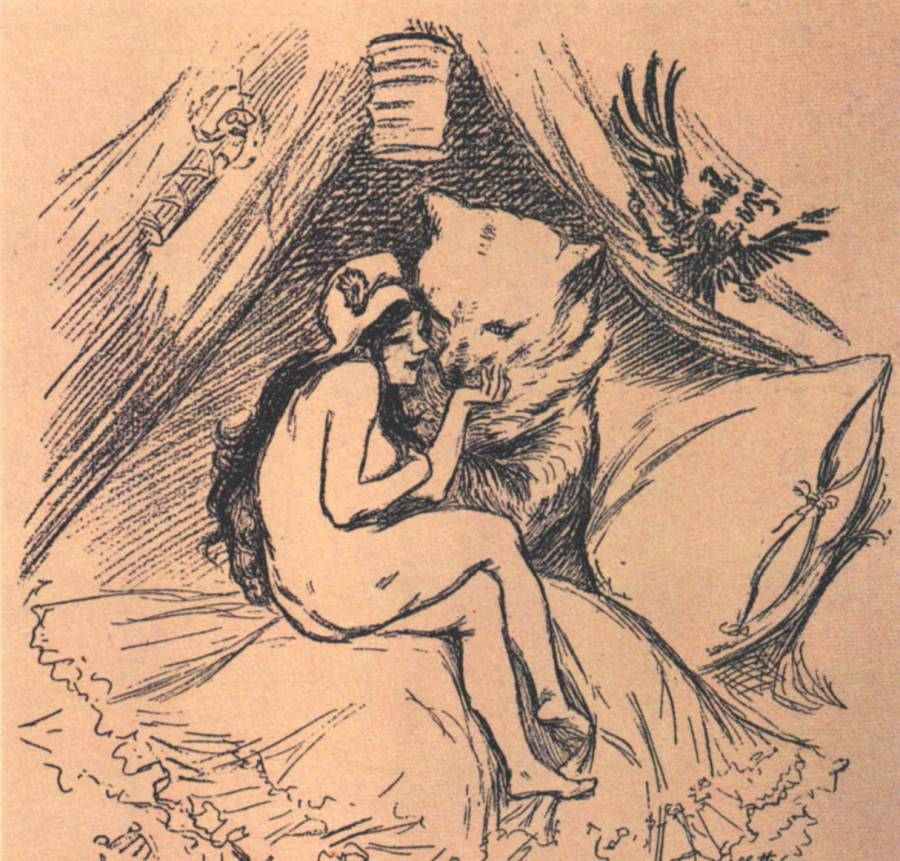
Caricatură politică din1893 political. Marianne (Franța) îmbrățișată de ursul rus.
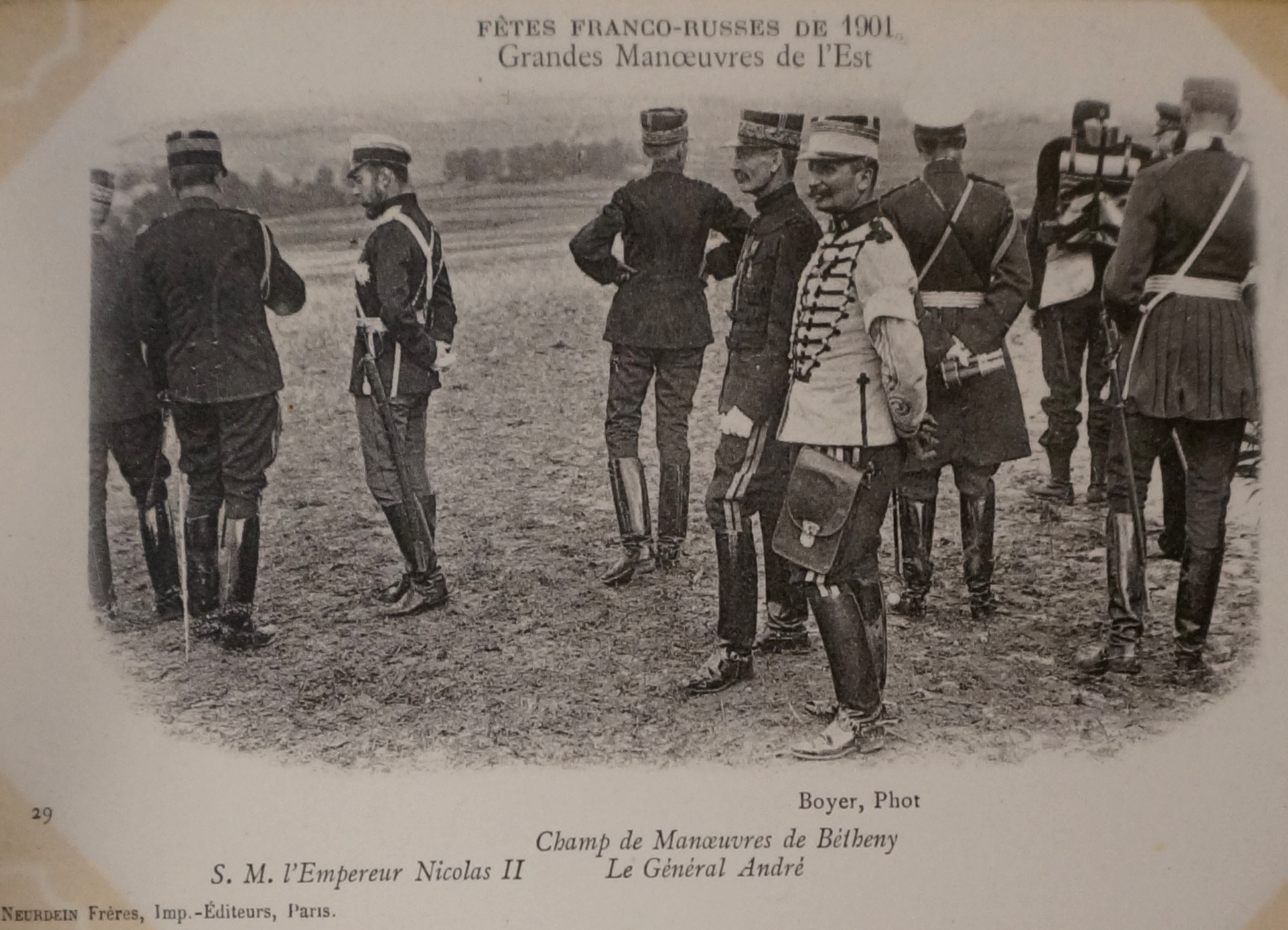
Țarul Nicolae al II-lea și ministrul de război francez, generalul André, în timpul unor manevre militare.
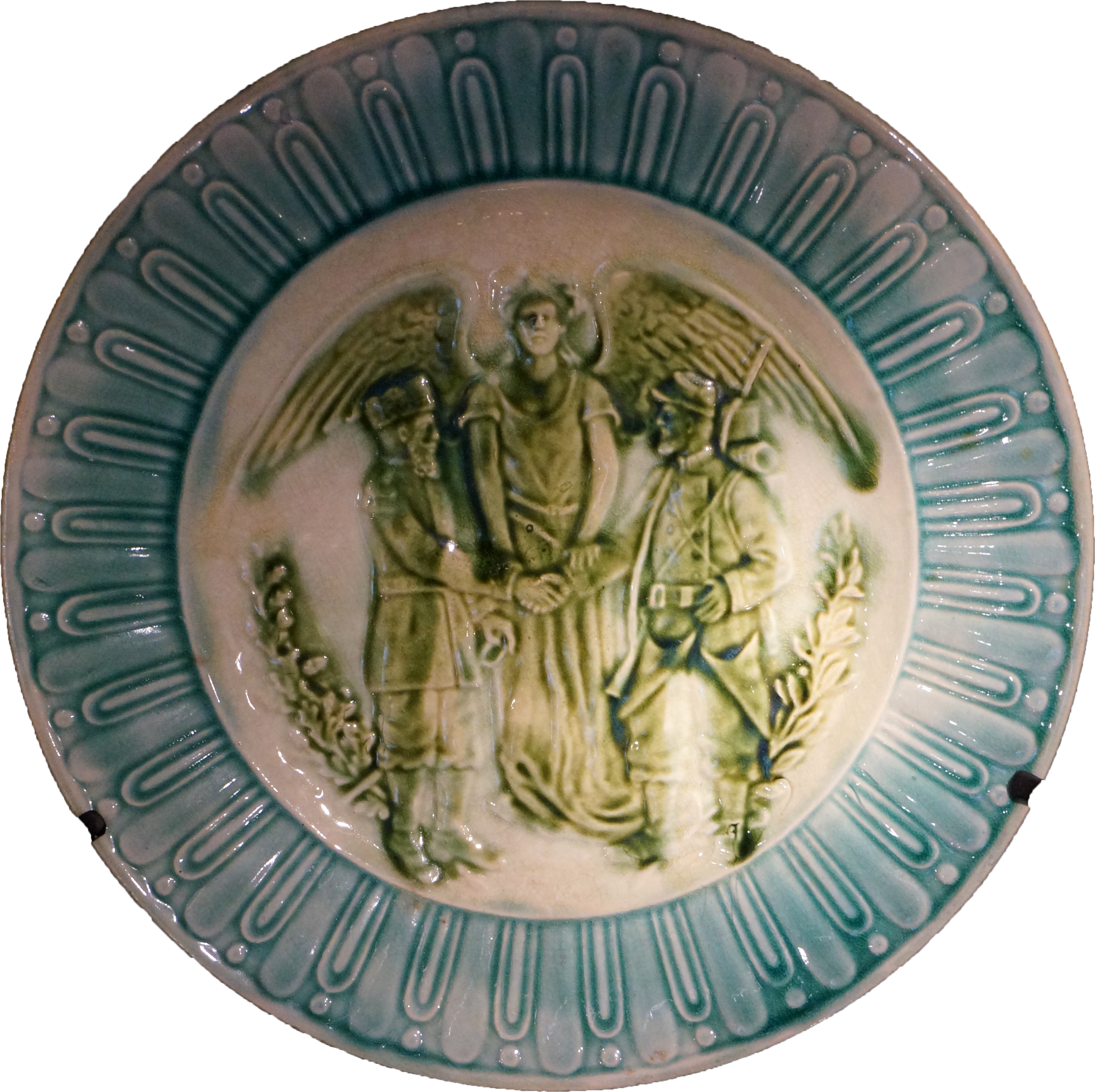
Placheta comemorativă .